# Арьируполис (станция метро)
Арьируполис (греч. Αργυρούπολη) — станция Афинского метрополитена на Линии 2. Расположена в городе Арьируполис, Южные Афины, Греция. Соседние станции: Алимос и Элиникон.
Как и другие станции этого участка, станция Арьируполис имеет входы и выходы по обе стороны проспекта Вулиагмени. Она состоит из трех уровней, причем самый нижний уровень включает две боковые платформы длиной 110 метров.

## История
Станция Арьируполис была открыта 26 июля 2013 года, когда был открыт участок Линии 2 от Айос-Димитриоса до Элиникона. Первоначально планировалось, что станция будет находиться на поверхности, но в конечном итоге она оказалась под землей.

## Расписание
Ежедневно первый рейс отправляется в 05:52 в направлении Элиникона, и в 05:31 в направлении Антуполиса. Последний рейс в сторону Элиникона отправляется в 00:34, а в сторону Антуполиса — в 00:02. По субботам и воскресеньям последние рейсы в направлении Элиникона и Антуполиса отправляются в 02:34 и 02:02 соответственно.